# Alucita arrigutti
Alucita arrigutti är en fjärilsart som beskrevs av José A. Pastrana 1960. Alucita arrigutti ingår i släktet Alucita och familjen mångfliksmott, (Alucitidae). Inga underarter finns listade i Catalogue of Life.